# Drage (krybdyr)
 For alternative betydninger, se drage. (Se også artikler, som begynder med drage)
Drager (Draco) eller drageøgler, er en slægt af øgler fra familien Agamidae (agamer). Disse øgler er specielt kendt for deres evne til at svæve fra træ til træ. Det gør de ved at udfolde nogle ekstra ribben med membraner spændt ud imellem hvert, hvilket udgør de såkaldte "vinger". Mens de er i luften bruger de deres strubesæk til at stabilisere svævningen, hvilket giver dem en høj grad af kontrol over deres flyvning. Udover deres strubesæk bruger de også deres hale til at styre og holde balancen med.

## Beskrivelse og identifikation
Drageøgler er ikke særligt store. De bliver omkring 20 cm inklusiv halen. Selve halen udgør ofte mere end halvdelen af kroppens længde. Hunnerne bliver en lille smule større end hannerne. Hannerne bliver Ca. 195 mm, og hunnerne bliver 210 mm.
Drageøgler burde ikke være særligt svære at genkende pga. vingerne og deres meget specielle strubesække. Derudover ligner de meget slanke, strømlinede firben.

## Forsvar
Tekst mangler, hjælp os med at skrive teksten

## Distribution og habitat
Drageøglerne findes hovedsageligt i sydøstlige asiatiske lande, som Thailand og Indonesien.

## Føde og Jagt
Tekst mangler, hjælp os med at skrive teksten

## Parring
Tekst mangler, hjælp os med at skrive teksten